# Tomoderus impressulus
Tomoderus impressulus är en skalbaggsart som beskrevs av Thomas Casey 1895. Tomoderus impressulus ingår i släktet Tomoderus och familjen kvickbaggar. Inga underarter finns listade i Catalogue of Life.